# Vordere Gstemmerspitze
Vordere Gstemmerspitze (2136 m n. m.) je hora ve Wölzských Taurách na území rakouské spolkové země Štýrsko. Nachází se v hřebeni, který vybíhá z hory Plannerknot (1996 m) západním směrem a postupně se stáčí k severu. Vordere Gstemmerspitze sousedí na jihovýchodě s vrcholem Mittlere Gstemmerspitze (2104 m) a na severu s vrcholem Hochstein (2183 m). Východní svahy hory klesají do závěru doliny potoka Kothüttenbach, západní a jihozápadní k břehům potoka Schrabach. Na spojovacím hřebeni k Mittlere Gstemmerspitze se nachází pamětní kříž Franzosenkreuz. Na východním úbočí hřebene směřujícího k Hochsteinu se rozkládá nevelké bezejmenné jezero.

## Přístup
- po neznačené hřebenové cestě od vrcholu Hochstein
- po neznačené hřebenové cestě od vrcholu Mittlere Gstemmerspitze